# تپه‌آبادی خرابه علی‌آباد (کد ۹)
تپه آبادی خرابه علی‌آباد (ک - ۹) مربوط به دوران‌های تاریخی پس از اسلام است و در شهرستان کنگاور، روستای علی‌آباد علیا واقع شده و این اثر در تاریخ ۲۴ فروردین ۱۳۸۲ با شمارهٔ ثبت ۸۱۰۴ به‌عنوان یکی از آثار ملی ایران به ثبت رسیده است.